# رالف إي. هينز جونيور
رالف إي. هينز جونيور (بالإنجليزية: Ralph E. Haines, Jr.)‏ هو عسكري أمريكي، ولد في 21 أغسطس 1913 في Fort Mott (New Jersey) ‏ في الولايات المتحدة، وتوفي في 23 نوفمبر 2011 في سان أنطونيو في الولايات المتحدة.